# Walter Valentini
Walter Valentini (Pergola, 22 ottobre 1928 – Milano, 20 maggio 2022) è stato un pittore, scultore e incisore italiano, riconosciuto a livello internazionale nel campo della grafica e dell'incisione.
Era maestro di tecniche quali l'acquaforte, l'acquatinta, la puntasecca, la litografia a più colori, la calcografia.
Come artista si afferma negli anni ottanta con una serie di opere astratte su tavola e su carta, tutte caratterizzate da un preciso senso della geometria, delle proporzioni e del ritmo.
L'immaginario geometrico di Valentini risente delle influenze delle avanguardie russe del Novecento (il Costruttivismo) e, marginalmente, delle architetture dipinte da de Chirico nel periodo metafisico, ma si fonda soprattutto sul senso di armonia e di proporzione indagato dagli artisti italiani del Quattrocento: De pictura, De re aedificatoria, De statua di Leon Battista Alberti, De prospectiva pingendi di Piero della Francesca e De divina proportione di Luca Pacioli sono trattati sulla prospettiva e sulla regola aurea che orienteranno tutta la ricerca di Valentini sullo spazio, le forme e il loro equilibrio.
Anche l'astronomia e la cosmografia saranno per Valentini importanti fonti di ispirazione. Il suo approccio all'architettura e alle meccaniche celesti è matematico e rigoroso, ma non privo di una sua poesia. Schivo e lontano da scuole, correnti e gruppi artistici, dichiara la sua ammirazione per i lavori di Paul Klee, Fausto Melotti e Osvaldo Licini; coltiverà l'amicizia di artisti come Luigi Veronesi, Emilio Scanavino e Hans Richter.
Insegnò arte dell'incisione presso la "Nuova Accademia di Belle Arti" di Milano, di cui è stato anche direttore, dal 1983 al 1985.

## Esposizioni e riconoscimenti internazionali

"La Porta del Cielo" tavola

1982 – Grafica: primo premio alla biennale internazionale di Listowel;
1984 – Grafica: Grand Prix alla biennale internazionale di Cracovia;
1990 – Installazioni: Greenwich, Connecticut (USA), nell'Ashford Properties;
1990 – Installazioni: Siegburg (Germania), nello Stadtmuseum;
1991 – Installazioni: Aspen, Colorado (USA), nella Harris Concert Hall;
1992 – Libri d'artista: esposizione al MoMA di New York;
1995–1996 – Retrospettiva a Parigi, presso la Galerie Dionne;
1999–2000 – Libri d'artista: mostra itinerante nei musei di Washington, Chicago e Vancouver.

## Biografia
Nasce a Pergola, piccola cittadina delle Marche in provincia di Pesaro e Urbino, il 22 ottobre 1928.
Figlio di un commerciante di cuoio e di pellami, avrà un'adolescenza segnata dalla guerra, che lo introdurrà giovanissimo nelle file dei partigiani.

### Gli studi
Nel 1946 supera un concorso bandito dalla Pubblica Amministrazione, riservato a "ex partigiani, combattenti, orfani di guerra e reduci dai campi di concentramento". Questo gli consentirà di studiare grafica presso il Convitto Scuola della Rinascita, prima a Roma e poi a Milano. Avrà per insegnanti Luigi Veronesi, pittore, che gli farà conoscere l'astrattismo geometrico dei costruttivisti russi (El Lissitzky, Tatlin, Moholy-Nagy), Albe Steiner, grafico, esperto di xilografia messicana, e Max Huber, grafico pubblicitario, influenzato dalle ricerche di Max Bill, il precursore svizzero dell'arte concreta.
Nel 1950 si trasferisce a Urbino per iscriversi all'Istituto di Belle Arti delle Marche, che frequenterà fino al 1955 e dove imparerà le tecniche litografiche e calcografiche, che utilizzerà anche per l'illustrazione dei libri. Carlo Ceci, suo insegnante di litografia, lo avvicinerà sia alla musica sia alle prime opere spazialiste di Lucio Fontana e alle tele astratte di Emilio Scanavino.
A Urbino, subisce il fascino dell'arte e della cultura umanistica: legge i testi dei grandi intellettuali del Rinascimento, come Baldassare Castiglione e Pietro Bembo, studia l'architettura di Francesco di Giorgio Martini e di Luciano Laurana e resta ammirato dalla Flagellazione di Piero della Francesca, dipinto conservato a Palazzo Ducale. Qui nasce il suo desiderio di approfondire la conoscenza della prospettiva e della proporzione aurea.

### Il lavoro di grafico pubblicitario
Nel 1955 si trasferisce a Milano, dove riesce a trovare lavoro nel campo della pubblicità. Diventa responsabile creativo dell'agenzia Radar di Gianluigi Botter.
Nel 1965 lascia l'agenzia Radar e viene assunto dalla Linea SPN (agenzia pubblicitaria dell'Eni) dove lavorerà fino al 1968. Importante il lavoro che svolgerà per dare una nuova immagine all'Agip e ai suoi punti vendita.
Alla fine degli anni sessanta decide di abbandonare il lavoro pubblicitario per dedicarsi a tempo pieno all'attività artistica.

### L'attività artistica
Negli anni settanta incomincia ad esporre a Milano i suoi lavori: opere su carta, caratterizzate da tante gradazioni di grigio e di nero, e opere su tela, dallo sfondo scuro, realizzate con carbone e tempera. Tempo, Segno, Grande zero, Campi orizzontali sono i titoli di alcuni cicli.
Nel 1974 la sua prima mostra a Milano si tiene alla Galleria Vinciana.
Nel 1977 espone alla Galleria Vinciana Immagini Grigie, con la presentazione di Guido Ballo.
All'inizio degli anni ottanta espone i suoi grandi cicli su tavola (sfondi neri) e su carta (sfondi bianchi), che lo renderanno famoso a livello internazionale. 
Nel 1995 – 1996 gli viene dedicata una grande retrospettiva a Parigi, presso la Galerie Dionne.

## Le opere
Dopo i primi dipinti su tela, Valentini realizza opere tridimensionali su tavole di legno e calcografie su carta a mano pregiata.
Raggruppate in grandi cicli, queste opere hanno titoli che evidenziano chiaramente i temi ricorrenti della sua poetica:
- La Città Ideale, La Città del Sole, Dentro la Città Ducale,
- Misura Aurea (acqueforti tratte dall'Incendio di Borgo di Raffaello),
- Lo Spazio, il Tempo, Le Stanze del Tempo, La Porta del Tempo, Il Muro del Tempo,
- La Porta del Cielo, Il Muro del Cielo, Le Misure, il Cielo, Segni del Cielo, Le Pieghe del Cielo, I Cieli di Greenwich,
- Costellazione, Cosmos, Solare,
- Tracce, Viaggio,
- Il Labirinto della Memoria (installazione).

### Le tele
Negli anni settanta le tele sono caratterizzate da uno sfondo scuro, ottenuto con l'impasto di polvere di grafite e carbone. Gli archi, le linee e i triangoli dipinti hanno, invece, colori accesi (blu, verdi, azzurri e rossi), che spiccano sul nero della tela.
Verso la fine degli anni settanta la tela viene abbandonata, in favore di supporti diversi come il legno (per le tavole), la carta pregiata (per le incisioni e le illustrazioni dei libri d'artista), i muri (per le installazioni ambientali).

### Le tavole
Le opere su tavola non sono lisce come le tele dipinte negli anni settanta. 
Valentini le scava per creare delle profondità e delle depressioni, dove applica frammenti granulosi di materia sbriciolata, simili a sassolini o sabbia. 
Disegna o incide sulla superficie liscia delle linee geometriche, disposte secondo ritmi e simmetrie ben bilanciate, che danno all'opera un forte senso di equilibrio. Spesso dei fili sospesi seguono le linee tracciate sulla tavola, rendendo così tridimensionale il reticolato geometrico. In alcune opere, piccole sfere dorate sono sospese sulla tavola grazie a un filo teso. A volte grumi di materia di colore blu spiccano sullo sfondo nero e il disegno dell'arco – o di parti dell'arco – viene reso tridimensionale con l'applicazione di sottili archi metallici.
L'intera tavola viene poi chiusa in una teca di plexiglas, che la incornicia e la protegge. La teca crea una distanza fra la tavola e lo spettatore, una sorta di recinto sacro che avvolge l'opera in uno spazio metafisico inviolabile.
Lo sfondo delle tavole degli anni ottanta è nero oppure bianco. Verso la fine degli anni ottanta e negli anni novanta al nero e al bianco si aggiungono altri colori: il grigio (in varie sfumature), l'azzurro e l'oro.
Per la composizione grafica Valentini si ispira sempre alla divina proporzione rinascimentale: la "regola aurea" usata nel Quattrocento da architetti come Leon Battista Alberti e pittori come Piero della Francesca e Paolo Uccello.

### La grafica

"Progetto per il Labirinto della Memoria" calcografia

Come le tavole, anche le opere grafiche non sono superfici lisce: con una raffinata tecnica calcografica a secco, Valentini pressa la carta in modo che il disegno resti in rilievo rispetto al piano. I soggetti di queste incisioni sono gli stessi delle tavole, varia solo la tecnica: si va dall'acquatinta all'acquaforte, alla puntasecca.
La scelta della carta è fondamentale: le prime opere grafiche sono realizzate su carta Magnani di Pescia e su carta di Fabriano, poi si passa alla carta Colombe di Duchêne. La "carta Lubiana", invece, è una carta grinzosa, costituita da diversi strati di fibre di lana, che veniva originariamente impiegata a Lubiana come filtro per le sigarette. È un'idea di Valentini utilizzare questa carta stropicciata come supporto di alcuni disegni.
In una conversazione con il critico d'arte Luciano Caprile, Valentini parla della calcografia come di una disciplina che racchiude in sé qualcosa di "sacrale": «È come compiere un rito quando si incide; e rituale è il modo in cui l'opera viene stampata. Rituali sono i gesti che usi toccando la carta; e quando la bagni, quando la depositi sul piano del torchio; ed infine quando essa ti restituisce il segno che in precedenza avevi solo immaginato. Sì, perché tutto ciò che inizialmente tracci sulla superficie della lastra è pensato ma non realizzato. Pensato in negativo per ottenere il positivo […]. Tutto è programmato mentalmente ma tutto poi si rivela quando, dopo la pressione del torchio, il foglio esce schiacciato e pieno di tutte le tue nascoste intenzioni.»
Il Museo di Pergola ha acquisito un corpus di incisioni che ha esposto nella sezione dedicata all'arte contemporanea. Qui sono esposte anche le lastre originali in metallo che Valentini ha inciso per realizzare le acqueforti.
Nel campo della grafica ha ottenuto il primo premio alla Biennale Internazionale di Listowel (nel 1982) e il Grand Prix alla Biennale Internazionale di Cracovia (nel 1984).

### I libri d'artista
Valentini realizza volumi a tiratura limitata, di alto valore artistico, su carta pregiatissima fabbricata a mano. I testi sono composti con il metodo tipografico "monotype" (caratteri di stampa disegnati appositamente per il libro e poi fusi in piombo). Le pagine, rilegate a mano, sono accompagnate da acqueforti.
Alcuni titoli:
- Tommaso Campanella La città del sole, 1987,
- Galileo Galilei Galileo Galilei, 1997,
- Giacomo Leopardi – Walter Valentini Quattro canti, quattro incisioni, 1989,
- Giacomo Leopardi Veggo dall'alto fiammeggiar le stelle, 1997,
- Giacomo Leopardi Bello il tuo manto o divo cielo, 1997,
- Giacomo Leopardi Ecco il sol che ritorna, 1997,
- Giacomo Leopardi Viene il vento recando il suon dell'ora, 1997,
- Mario Luzi La notte viene col canto, 1993,
- Mario Luzi Vola alta parola, 1994,
- Mario Luzi Api, 2001,
- Mario Luzi Vetrinetta accidentale, Cento Amici del Libro, 2006,
- Giacomo Oreglia Dante anarca, 1990,
- Giacomo Oreglia Nella volta celeste ora appare una gran mano dispiegata, 1998,
- Basilio Reale Traversare il miele, 1995,
- Gilberto Finzi Segnali di fumo, 1999,
- Luciano Caprile Nel cerchio che racchiude il sole, 2000,
- Sebastiano Grasso Lettere da Nowy Swiat, 2005,
- Robert Walser Più lontano, 2006,
- Il viaggio, 1994 (unico esemplare),
- Altare Cielo Terra, 2006.

I suoi libri sono stati esposti anche in importanti musei americani: nel 1992 al MoMA di New York e fra il 1999 e il 2000 a Washington, Chicago e Vancouver.
Un'importante raccolta, inoltre, è presente nella sua città di origine, al "Museo dei Bronzi Dorati e della Città di Pergola".

### Le installazioni ambientali
Fra le prime installazioni ambientali va ricordata soprattutto quella realizzata nel 1988 nell'abbazia cistercense di Santa Maria in Castagnola, a Chiaravalle (Ancona). È un'abbazia duecentesca in stato di degrado. Valentini ha la possibilità di intervenire su uno spazio architettonico già esistente e intriso di storia. La nuova progettazione dello spazio secondo regole e proporzioni quattrocentesche si innesta sulla struttura duecentesca dell'edificio senza sconvolgerne lo spirito originale. Con 250 kg di pittura bianca ricopre le pareti della stanza dove i monaci lavoravano, lasciando, però, intatte le asperità dei muri. Su queste pareti sgretolate traccia le linee, utilizzando un filo di cotone impregnato di polvere di carbone (antica tecnica da imbianchino). Nella navata destra applica lunette, settori di colonne e frammenti di cerchi in rilievo, nonché chiodi e filamenti per i reticolati. Sotto le finestre quadrate della navata sinistra traccia le Misurazioni del cielo. Dalla parete di fondo fa sporgere una lastra bianca su cui posiziona una grossa pietra di grafite scura incisa, una sorta di altare. Per Valentini l'installazione di Chiaravalle è un dialogo con il tempo e con la Storia, ma anche un dialogo con il cielo e con la luce, la luce che entra dalle finestre e inonda le pareti bianche di una nuova luminosità, proiettando ombre che si accorciano e si allungano a seconda dei momenti della giornata.
All'inizio degli anni novanta realizza importanti installazioni all'estero: nel 1990 a Greenwich, Connecticut (USA), nell'Ashford Properties; nel 1990 a Siegburg (Germania), nello Stadtmuseum; nel 1991 a Aspen, Colorado (USA), nella Harris Concert Hall.
Quest'ultima installazione, intitolata Space & Time, presentata ad Aspen per un'esposizione che doveva durare solo una settimana, è stata richiesta dall'architetto Harry Teague perché venisse installata nella nuova Concert Hall della città, a quei tempi in costruzione. Il progetto della Concert Hall è stato modificato proprio per poter accogliere l'opera di Valentini.
In Italia, una delle installazioni più significative è il Labirinto della Memoria, realizzato nel 1992 alla Milano FreArte. Concepito come un percorso lungo 250 metri (che occupa una superficie di 600 metri quadrati), può essere considerato una summa dell'opera di Valentini. Nel Labirinto si susseguono stanze bianche con muri e pannelli chiari ricchi di simboli e geometrie, una grande stanza nera con tavole scure su cui scintillano frammenti di cerchi dorati, e la parete finale dove oscillano, come fili a piombo, cinque pendoli: tre di marmo, uno nero e uno dorato.

### Le sculture
Le sculture di Valentini sono prevalentemente in bronzo, in parte lucido e in parte patinato, oppure colonne in terracotta refrattaria.
Nel 2004 realizza Memoria, un monumento dedicato ai caduti della "Divisione Vicenza", divisione di fanteria che durante la Seconda guerra mondiale venne inviata al fronte russo dove fu decimata il 26 gennaio 1943. L'opera, commissionata e donata al Comune di Milano da Lillo Mangano, è installata a Milano in piazza Sant'Ambrogio.
Nel 2010 realizza la "Porta del Cielo", portone monumentale 3 m x 5 m per il nuovissimo Santuario del Sacro Cuore di Gesù in località Ca'Staccolo di Urbino, opera in bronzo e vetri colorati che danno dei particolari effetti luminosi all'interno del tempio.

## La poetica

### Lo spazio, il tempo

#### Lo spazio architettonico
Nelle opere in cui è evidente il riferimento all'architettura appare l'arco di una porta stilizzata ispirato al Palazzo Ducale di Urbino, omaggio all'utopia rinascimentale della "Città ideale" e alla Città del sole teorizzata da Tommaso Campanella. Queste opere sono caratterizzate da geometrie aperte, archi spezzati e cerchi non conclusi: sono tracce di architetture rigorosamente pianificate ma non portate a termine, a dimostrazione che la "città perfetta" è un'aspirazione ideale, un progetto urbanistico e filosofico a cui l'artista può tendere, ma che non può realizzare concretamente. Come spiega la storica dell'arte Elena Pontiggia «al sentimento dell'utopia corrisponde in modo uguale e contrario un sentimento dell'impossibilità, del limite.» «Se il cerchio ha sempre evocato un'idea di perfezione [...], l'arco si potrebbe intendere come una perfezione a metà. [...] Gli archi di cui è intessuta la pittura di Valentini, poi, rafforzano la sensazione di incompiutezza, perché spesso sono essi stessi interrotti o contraddetti. Nelle sue opere l'arco si spezza in frammenti, si dilata in ellissi, si ripete nello spazio come un'eco che però non combacia con le linee di origine. [...] La geometria, insomma, vista da vicino rivela fratture, erosioni, smagliature, eresie.»

#### Lo spazio celeste

Due acqueforti

L'interesse di Valentini per il cielo e la cosmografia è evidente nelle opere che descrivono le orbite dei pianeti: i dischi inseriti in sequenza lungo eleganti traiettorie ellittiche o circolari sono misurazioni dello spazio, cartografie celesti. Lo sfondo oro delle tavole più recenti è un esplicito richiamo al sole, mentre il segno grafico dell'occhio allude ad Aldebaran, la stella più luminosa della costellazione del Toro (una gigante rossa che viene tradizionalmente rappresentata come "l'occhio destro del toro"). Come la geometria dello spazio architettonico ha fratture ed erosioni così le misure del cielo prendono la forma di ellissi interrotte, abbozzi di orbite planetarie che suggeriscono il movimento, ma hanno brusche battute di arresto. I pianeti sono dischi friabili, sgretolati, privi di una circonferenza chiusa. La percezione umana del cosmo ha il limite di non poter catturare l'universo nel suo insieme, ma solo frammentariamente. «I miei segni sono sempre interrotti. Una linea rotonda perfettamente racchiusa tende a suggerire l'idea del sole», la cui luminosità è accecante, irriproducibile.

#### Lo spazio interiore
Lo spazio da esplorare non è solo celeste o architettonico, ma anche interiore. Valentini lascia alla fantasia dello spettatore la possibilità di penetrare in quelle zone d'ombra dove razionalità e tecnica non possono spingersi. Le sue opere sono inviti a viaggiare: «Bisogna accogliere dentro di noi la vocazione al viaggio, un viaggio spontaneo verso spazi sconosciuti.»

#### Il tempo
Oltre allo spazio (interiore, architettonico o celeste che sia) Valentini indaga anche il concetto di tempo. Il tempo non scorre solo in avanti: il suo ritmo nasce dal dialogo fra presente e passato, fra sogno e memoria. La materia ha una sua storia, che può essere scavata e indagata in senso archeologico, ma il recupero del passato può avvenire solo in modo frammentario. Per questo nelle tavole di Valentini si susseguono superfici sbriciolate e brandelli di materia: il supporto di legno rappresenta la terra, mentre lo scavo che porta alla luce i vari strati geologici simboleggia la ricerca del passato, della memoria. Come scrive il critico d'arte Bruno D'Amore, queste opere sono «quasi reperti archeologici appena abbozzati e tracciati per uno scopo esoterico, mistico, divinatorio.»
I segni che Valentini tracce sulla carta, sulle tavole, sui muri sono eseguiti «con tecniche arcane tipiche del muratore, dell'imbianchino, tecniche forse usate da millenni.»
Nelle sue opere appaiono griglie di linee che si ripetono secondo precisi ritmi e simmetrie: la disposizione ritmica dei segni e l'alternanza degli spazi vuoti e degli spazi pieni suggeriscono un tempo musicale, una partitura silenziosa scritta nel linguaggio della geometria. In altre opere, invece, il tempo viene evocato in modo più immediato, attraverso simboli legati alla misurazione e al movimento come la meridiana e il pendolo.
Inoltre le tavole di Valentini non sono mai superfici lisce, ma presentano incavi, rilievi, chiodi, fili sospesi, dischi, sfere. A seconda dell'angolo di illuminazione cambiano le ombre che vengono proiettate sullo sfondo della tavola. Le ombre in movimento richiamano inevitabilmente lo scorrere del tempo.
L'idea di movimento senza fine è presente anche nei grandi frammenti di cerchi concentrici (da alcuni definiti "labirinti") che appaiono in opere e installazioni più recenti.

### La dimensione simbolica
I colori scelti da Valentini hanno uno spiccato valore simbolico.
Il bianco e il nero, con tutte le loro gradazioni, sono simboli evidenti della luce e del buio, ma anche della razionalità e dell'inconscio, della consapevolezza e dell'ignoto. Tutti i suoi cicli oscillano fra questi estremi e, più in generale, fra coppie di opposti quali il cielo e la terra, il pieno e il vuoto, lo scavo e il rilievo, il passato e il futuro.
Nel suo immaginario, Valentini associa il nero al “carbone” e il bianco a “un muro calcinoso”.
Gli sfondi neri o bianchi sono frequentemente impreziositi da piccole campiture dorate e, sullo sfondo delle tavole nere, si staglia spesso una massa granulosa blu oltremare. Valentini vede in quel blu squillante la forza creativa.
Come fa notare Elena Pontiggia, oro e blu sono colori «simbolicamente collegati al sacro.» 
Grigio e azzurro, invece, sono i colori del cielo.
L'oro diventa il colore predominante nel ciclo ispirato al sole. Per Valentini «l'oro è il colore della mente e dell'anima».

## Curiosità
Nel 1952 un giovanissimo Walter Valentini, quasi casualmente, aiutò Gillo Pontecorvo nella realizzazione del documentario "Pane e zolfo". Il grande regista filmò lo sciopero dei lavoratori delle miniere di Cabernardi e Percozzone per scongiurarne la chiusura voluta dalla Montecatini.
Un'interessante intervista all'artista sulla vicenda, di Federico Temperini, è riportata nella rivista l'Eco del Cesano.
Prima degli anni settanta Valentini aveva sempre tenuto rigorosamente separata l'attività di pittore da quella di grafico. I suoi dipinti degli anni cinquanta e sessanta non li mostrava neanche agli amici. Alla fine degli anni settanta arriva a distruggerli con un cutter. In una conversazione con Sandro Parmiggiani, Walter Valentini spiega così il gesto: «Non volevo lasciare alcuna traccia di quel periodo: erano stati dipinti segreti e dovevano rimanere sempre tali». Di questi quadri "ignoti" o "segreti" l'autore dice che restano solo due opere, e di una si sono perse le tracce.
Ha partecipato al video del brano Anestesia della band pergolese "Gli shampisti".